# Центральний банк Багамських островів
Центральний банк Багамських островів (англ. The Central Bank of The Bahamas) — центральний банк Співдружності Багамських островів.

## Історія
У 1919 році створена Валютна рада (Currency Board). У 1968 році засновано Управління грошового обігу Багамських островів (Bahamas Monetary Authority), що отримало право емісії. 1 червня 1974 року заснований Центральний банк Багамських островів, якому були передані функції скасованого Управління грошового обігу.